# Tenuipalpus chiclorum
Tenuipalpus chiclorum är en spindeldjursart som beskrevs av De Leon 1957. Tenuipalpus chiclorum ingår i släktet Tenuipalpus och familjen Tenuipalpidae. Inga underarter finns listade i Catalogue of Life.